# 小泉ヒロカズ
小泉 ヒロカズは、日本のヴァイオリニスト。東京都出身。

## 人物
祖父は画家で父親はヴァイオリニストという芸術環境に育つ。
歌では主にポップ・ミュージックやニュー・フォーク、器楽曲では主にニューエイジ・ミュージックを作曲しているが、オリジナル作品の中にはヴァイオリン協奏曲第1番というのもある。ヴァイオリン弾き語りや二胡弾き語りをライブなどで取り入れている。

## 略歴
東京都立芸術高等学校を経て、1995年、武蔵野音楽大学卒業。同大学卒業演奏会に出演。
ヴァイオリンを高校から大学2年まで岡山潔、大学3年からジェラルド・ジャービス、ロバート・ダヴィドビッチ、マーク・ゴトーニ、室内楽をウルリッヒ・コッホ、ハンス・エンケマイヤー各氏に師事。
カナダ・JISAのサマースクールに参加。1999年、ドイツのマンハイムにて短期レッスンを受講。
大学時代から7つのプロオーケストラ（読売日本交響楽団・東京都交響楽団・東京交響楽団・日本フィルハーモニー交響楽団・新日本フィルハーモニー交響楽団・東京シティ・フィルハーモニック管弦楽団・神奈川フィルハーモニー管弦楽団）を掛け持ちし、スタジオ・ミュージシャンとしても活動。日フィル第3回ヨーロッパ公演やニューヨーク・シンフォニック・アンサンブルに参加。ミュージカルでは、東宝の「ローマの休日」・「レ・ミゼラブル」をオーケストラピットで演奏。ポップスピアニスト スティーブ・バラカットのワールドツアーに弦楽四重奏団のリーダー兼ソリストとして出演。

## コラボレーション
日本国内では、桜井和寿（Mr.Children）・GLAY・サザンオールスターズ・Toshl・松本孝弘(B'z)・山崎まさよし・スガシカオ・元ちとせ・やなわらばー・ゆず・槇原敬之・平井堅・クレイジーケンバンド・浜崎あゆみ・SMAP・TOKIO・宇多田ヒカル・AI・ Superfly 他、多数アーティストのCD録音・ライブ・MVに参加。
TV番組では、NHK紅白歌合戦・ポップジャム・SONGS・NHK歌謡コンサート・歌謡チャリティーコンサート・NHKのど自慢・渋谷らいぶステージ・BS日本のうた・ミュージックステーション・COUNT DOWN TV・僕らの音楽 Our Music・ミュージックフェア・SMAP×SMAP・FNS歌謡祭・桑田佳祐の音楽寅さん 〜MUSIC TIGER〜 他、番組出演多数。久石譲監督作品映画「カルテット」にキャストとして出演。
中西俊博のライブにストリングスのリーダーとして参加。
渡辺剛主催、神田英姫(名倉ジャズダンススタジオ)とのコラボレーション企画「RED×RED SOUL COMPANY 」の演劇パフォーマンスに参加。奏者のダンスコーナーで、ダンスパフォーマンスも披露した。
クラシックでは、上松美香のツアーに弦楽四重奏団のリーダーとして参加。ジャズでは、前田憲男ライブに参加。ゲイリー・スコットのライブにスペシャルゲストとして出演。自身のリーダーライブを開催。サポートメンバーに、デビュー前の小沼ようすけ等が名を連ねた。タンゴでは、小松亮太の南米ツアー・小松真知子とタンゴクリスタルのメンバーとしてにっぽん丸に乗船し、国内・国外ツアー同行。吉田潔と山本二三とのコラボレーション「森音LIVE」に出演。
和太鼓松村組のコンサートに中西圭三と共に、ゲストとして（ヴァイオリン・二胡）出演。ショップチャンネルに生出演。舞踊家花園直道の舞踊特別公演にゲスト出演。声優松本梨香のバースデーライブにシークレットゲストとして出演。新垣勉のコンサートでは出演の他企画・プロデュースも行った。シャンソンでは、しますえよしお・金子由香利などと共演歴がある。
演歌は、氷川きよし・北島三郎等。キム・ヨンジャの渋谷らいぶステージ出演時、ヴァイオリンアレンジを担当、ソロで演奏。二胡奏者としてBS朝日の「パナソニック3D Music studio」で小林幸子と出演。K-POPでは、Ryuのコンサートに参加。イ・ジフンのライブにヴァイオリンソロで出演。INFINITEのワンマンライブ「SECOND INVASION」で、ストリングスアレンジを担当し、ストリングスのリーダーとして出演。
ファッション関連では、三宅一生のファッションショー、カルバン・クラインのイベント、ウエラ・スタジオ東京にて美容室のカットショーで演奏。イベント関連では、石原さとみが出演した六本木ヒルズ5周年「Artelligent Christmas」イルミネーション点灯式に弦楽四重奏リーダーとして参加。駐日カナダ大使館・駐日ギリシャ大使館にて、ゲストやソロで演奏。
その他、DJとのライブや朗読劇とのコラボレーション、プロの社交ダンスグループの公演にゲスト出演など、様々な音楽フィールドを展開。歌手サポートのソロヴァイオリニストとして、ステージに年間50本以上出演。現在もNHK大河ドラマ他、レコーディングを中心に音楽活動を展開、メイン会場が日本武道館だった2018年当時迄バンドとして24時間テレビ 「愛は地球を救う」に生演奏で出演。

## ソロ名義・作曲家・プロデューサーとして
2007年4月、オリジナルアルバム『Two Hearts as One』のリリースを機にソロプロジェクトを本格的始動。
2008年、ラジオ日本・ニッポン放送・NHKスタジオパーク スタパ祭り2008・KDDI デザイニングステージ出演。オリジナル曲『空色の夢』がラジオ日本50周年のテーマ曲として取り上げられた。12月、日本テレビ・NNN Newsリアルタイム・サタデーに番組生出演。同番組 気象部分に、オリジナル曲『サン・ルイスの午後の薫り』が2009年1月〜2010年3月まで放映された。オリジナル曲『Festa!』を古澤巌に楽曲提供。
2009年8月、開国博Y150イベントライブに、演者兼音楽プロデューサーとして参加。11月、テレビ神奈川1230アッと!!ハマランチョの「ミュージックオアシス」に番組ゲストとして生出演。
2011年4月、にっぽん丸 世界一周クルーズのメインショー演者として出演。同年、プロジェクトチームを発足し、ソロやユニットとして新たに始動。新境地であるヴァイオリン弾き語り・二胡弾き語りを取り入れ、ライブパフォーマンスを行った。

## 後進の指導
現在、演奏と並行して新たな音楽フィールドとして後進の指導にも力を注ぎ、《生徒の目線に立ち、分かり易い指導》をモットーに研究、研鑽を積んでいる。
関連会社　ヤマハ、山野楽器、宮地楽器。

## ディスコグラフィー

### シングル
| 枚  | 発売日    | タイトル |
| --- | --------- | -------- |
| 1st | 2010年8月 | 空色の夢 |

### ミニ・アルバム
| 枚  | 発売日        | タイトル         |
| --- | ------------- | ---------------- |
| 1st | 2007年4月15日 | To Hearts as One |

### コンピレーション・アルバム
| 枚  | 発売日        | タイトル      |
| --- | ------------- | ------------- |
| 1st | 2007年6月21日 | 音 コラージュ |

## タイアップ
| 曲名                     | タイアップ                                                                    |
| 空色の夢                 | アール・エフ・ラジオ日本・ラジオ日本開局50周年スペシャル オープニングテーマ   |
| 空色の夢                 | アール・エフ・ラジオ日本・50年分のありがとう!ラジオ日本50時間スペシャルテーマ |
| サン・ルイスの午後の薫り | 日本テレビ・NNN Newsリアルタイム・サタデー 気象部分                           |

## 楽曲提供
- 古澤巌『Festa!』(2008年8月23日)
- 古澤巌&奥村愛『スゴイネルワイゼン』(2008年8月23日)

## 出演

### テレビ
- NNN Newsリアルタイム・サタデー(日本テレビ 2008年12月27日)
- ミュージックオアシス(tvk 1230アッと!!ハマランチョ 2009年11月18日)

### ラジオ
- 中本賢のヨコハマガサガサ探検隊(ラジオ日本 2008年1月16日)
- Suono Dolce(ニッポン放送 2008年2月27日)
- オトナの情報マガジン ザ・チャレンジ(ラジオ日本 2008年3月4日)
- ラジオ日本開局50周年スペシャル(ラジオ日本 2008年10月22日,29日)
- 50年分のありがとう! ラジオ日本50時間スペシャル(ラジオ日本 2008年12月23日 - 12月25日)

### 映画
- Quartet カルテット(ソニー・ピクチャーズエンタテインメント 2000年) - 相葉明夫の後輩ヴァイオリニスト役

## CM出演
- 日本コカ・コーラ　紅茶花伝「プレミアムティーラテ」篇(2011年)

## ステージ出演
- NHKスタジオパークスタパ祭り2008(2008年3月25日)
- KDDIデザイニングステージ(2008年3月28日)